# Kenia na Letnich Igrzyskach Olimpijskich 1964
Kenię na Letnich Igrzyskach Olimpijskich 1964 w Tokio reprezentowało 37 zawodników. Był to trzeci występ Kenii w Letnich Igrzyskach Olimpijskich a także pierwszy na których reprezentacja Kenii zdobyła olimpijski medal.

## Medaliści
| Medal | Zawodnik        | Dyscyplina sportowa | Konkurencja |
| ----- | --------------- | ------------------- | ----------- |
| Brąz  | Wilson Kiprugut | Lekkoatletyka       | 800 m       |